# Neuronas de rango dinámico amplio

Representación de los disparos neuronales en la teoría de la puerta de control del dolor, con disparos de fibras Aβ

Neuronas de rango dinámico amplio están situadas profundamente en el asta dorsal, preferentemente en la lámina V, que se proyectan hacia el tálamo por medio del tracto espinotalámico y que alcanzan la corteza sensorial primaria. En la teoría se le han intentado propugnar diversas funciones dentro del sistema nervioso somatosensorial. Se consideraba que su funcionamiento de por sí podría justificar la sensación de dolor, sin embargo podrían conllevar un fenómeno de hiperalgesia. Responden tanto a estímulos nocivos como no nocivos provenientes de fibras Aβ. Sirven para diferenciar la intensidad de dolor.